# Sisyrinchium hoehnei
Sisyrinchium hoehnei är en irisväxtart som beskrevs av Ivan Murray Johnston. Sisyrinchium hoehnei ingår i släktet gräsliljor, och familjen irisväxter. Inga underarter finns listade i Catalogue of Life.